# Окжетпес
ФК „Окжетпес“ (на казахски: Оқжетпес Футбол Клубы) е футболен клуб от град Кокшетау, Акмолинска област, Казахстан. Основан през 1957 година.
Домакинските си мачове играе на стадион „Окжетпес“ с капацитет 3620 зрители.

## Предишни имена
| Години      | Име                                 |
| ----------- | ----------------------------------- |
| 1957 – 1987 | „Торпедо“                           |
| 1990        | „Спартак“                           |
| 1991 – 1992 | „Кокшетау“                          |
| 1994 – 1997 | „Кокше“                             |
| 1997        | „Автомобилист“ мести се в Нурсултан |
| 1998        | „Химик“ мести се в Степногорск      |
| 1999        | „Акмола“ мести се в Кокшетау        |
| 2001 – 2003 | „Есиль“                             |
| от 2004     | „Окжетпес“                          |

## Успехи
- Висша лига на Казахстан
  - 5 място (1): 2016
- Купа на Казахстан:
  - 1/4 финал (7): 1993, 2001, 2006, 2011, 2015, 2016, 2017
- Първа лига
  -  Шампион (2): 2014, 2018

## Български футболисти
- Пламен Димов: 2019/20 - (18 мача - 1 гол)
- Цветан Генков: 2017 - (12 мача - 1 гол)